# Porto das Manadas
O Porto das Manadas é uma zona portuária portuguesa localizada na freguesia das Manadas, concelho de Velas, costa Sul da ilha de São Jorge, actualmente dedicada principalmente à pesca.

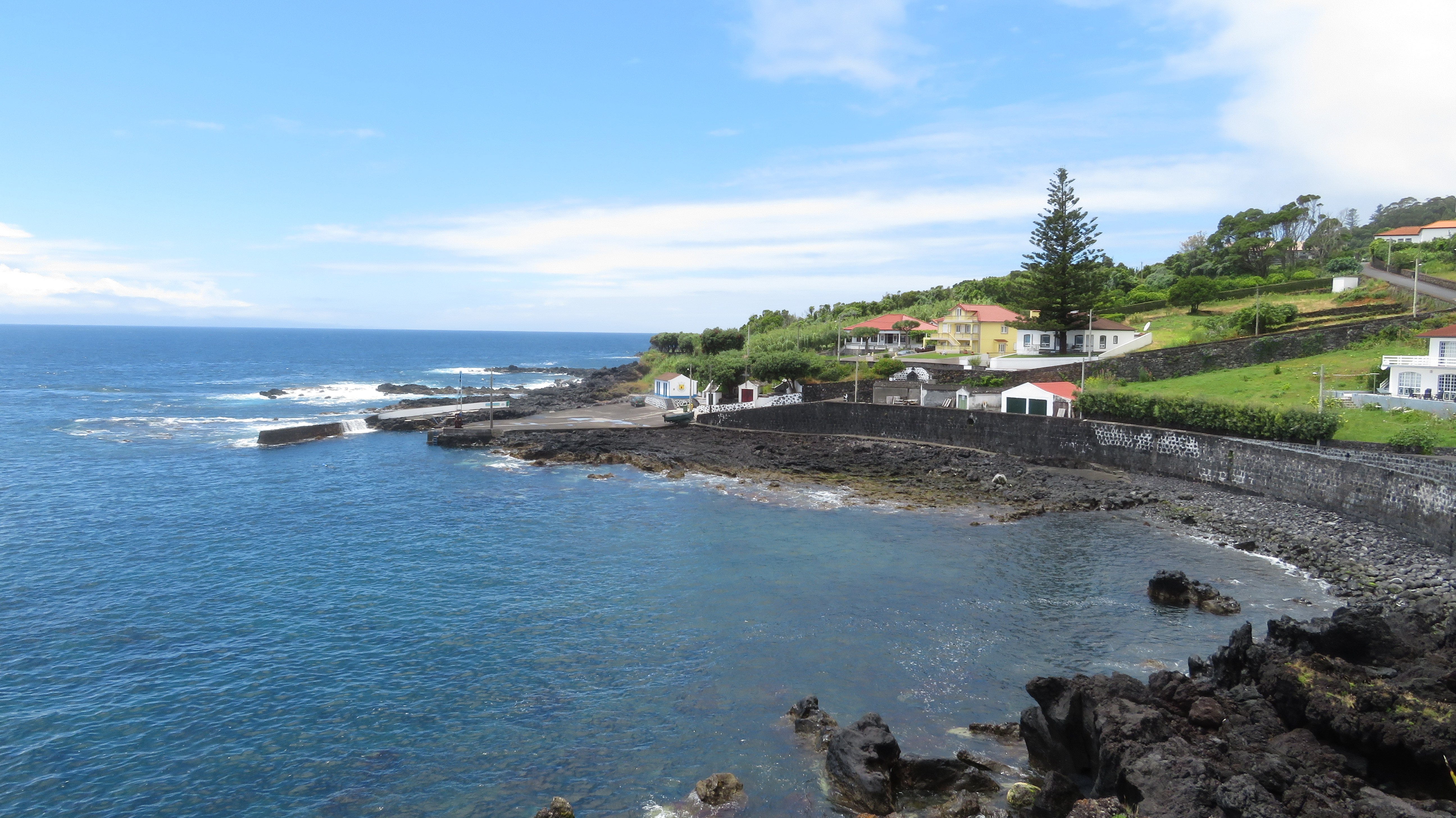
Porto das Manadas

Este porto piscatório com grande tradição histórica foi construído sobre grandes afloramentos de rocha basáltica de cor preta, calcinada pelos vulcões que lhe deram origem. Em tempos idos este porto foi um dos principais pontos de escoamento da produção vitivinícola do famoso vinho dos Casteletes que se produzia nesta zona da ilha de são Jorge.
É ainda nas imediações deste porto que se encontra a mais conhecida igreja da ilha de São Jorge e uma das mais conhecidas obras de arte religiosa dos Açores, a Igreja de Santa Bárbara das Mandas.